# České Kopisty
České Kopisty (německy Böhmisch Kopist) jsou vesnice, část města Terezín v okrese Litoměřice. Nachází se ve stejnojmenném katastrálním území s rozlohou 2,97 km², asi dva kilometry severovýchodně od Terezína.

## Historie
První písemná zmínka o vesnici pochází z roku 1229. Vesnice ve 13. století patřila k opatovskému klášteru a později byla přidružena k doksanskému klášteru. Jmenovala se Kopisty. Na pravém břehu Ohře vznikala postupně ves stejného jména, o které pochází písemná zmínka z roku 1273, také pod správou doksanského kláštera. Později byly pravobřežní Kopisty nazvány České Kopisty a levobřežní dostaly název Německé Kopisty. Po bitvě u Lovosic, bylo rozhodnuto o plánu výstavby terezínské pevnosti a v září 1779 císař Josef II. nařídil zboření Německých Kopist a založen nové vesnice zvané Nové Kopisty. Řeka Ohře tehdy tekla klikatě a původnímu korytu se říká Stará Ohře.

## Obyvatelstvo
|           | 1869 | 1880 | 1890 | 1900 | 1910 | 1921 | 1930 | 1950 | 1961 | 1970 | 1980 | 1991 | 2001 | 2011 |
| --------- | ---- | ---- | ---- | ---- | ---- | ---- | ---- | ---- | ---- | ---- | ---- | ---- | ---- | ---- |
| Obyvatelé | 236  | 234  | 291  | 348  | 558  | 512  | 582  | 558  | 561  | 561  | 573  | 523  | 522  | 520  |
| Domy      | 29   | 32   | 44   | 47   | 79   | 88   | 102  | 128  | 134  | 153  | 172  | 196  | 202  | 202  |

## Pamětihodnosti
- Venkovská usedlost čp. 5
- Přírodní památka Mokřad pod Terezínskou pevností jižně od vesnice
- jez v říčním kilometru 795,69 s plavební komorou, v pořadí třetí od státní hranice na vodní cestě Dolní Labe[7]